# 化學親和性
化学亲和性(英語：chemical affinity)在化学物理和物理化学指不同化学物质家族由于其电子特性而能够组成化合物的特征。化学亲和性也可以指原子或化合物与与它们不同的原子或化合物产生化学反应的可能性。

## 历史

### 早期理论
亲和性这个概念历史悠久。关于其起始有很多研究。这些研究大多数都没有获得精确的答案，原因是亲和性这个概念始于科学开始之前的魔法。物理化学是最早形容“亲和性理论”的科学领域。约1250年，最早使用亲和性来描述化学反应的是德国哲学家艾爾伯圖斯·麥格努斯。后来罗伯特·波义耳、约翰·梅奥、約翰·格勞勃、艾萨克·牛顿和格奥尔格·恩斯特·斯塔尔使用亲和性来解释热量是怎样在燃烧过程种产生的。
从约1600年开始亲和性是讨论化学结构关系、语文学等方面的一种比喻式词语。从1616年也有“自然吸引性”的说法。在历史上“化学亲和性”被看作是对导致化学反应的“力”的描写。更早和更泛意地它被用来描述所有物质“结合的趋势”。一个在历史上比较常用的广义的定义是化学亲和性是物质分裂或者抵抗分裂的趋势。
现代的化学亲和性概念来自于18世纪化学教师威廉·科伦使用的“电亲和性”或“电吸引性”。科伦是否是引入这个概念的人无可考证，但他似乎比所有其他人都要早地使用这个词。这个词很快在欧洲传播，尤其瑞典化学家托尔贝恩·贝里曼在他是书《电吸引》（1775年）里用了这个词。从18世纪中到19世纪大多数化学家使用亲和性理论来解释和组织不同物质组合产生反应或者不产生反应的趋向以及反应的结果。安托万-洛朗·德·拉瓦锡在他著名的《论化学元素》里提到贝里曼的书并讨论了电亲和性和吸引的理论。
吉爾伯特·路易斯和其他作者1923年一起编辑的教科书《化学反应的热动力学和自由能》使得亲和性这个词被自由能取代。
约翰·沃尔夫冈·冯·歌德在他1809年写的小说《亲和力》里用到了这个概念。

### 图像表示
亲和性的观念和把物质列在表格里表示息息相关。最早发表的亲和性表格是1718年法国化学家艾蒂安·弗朗索瓦·若弗鲁瓦基于置换反应编的。他在1718年和1720年两次向法国科学院展示这样的表格：

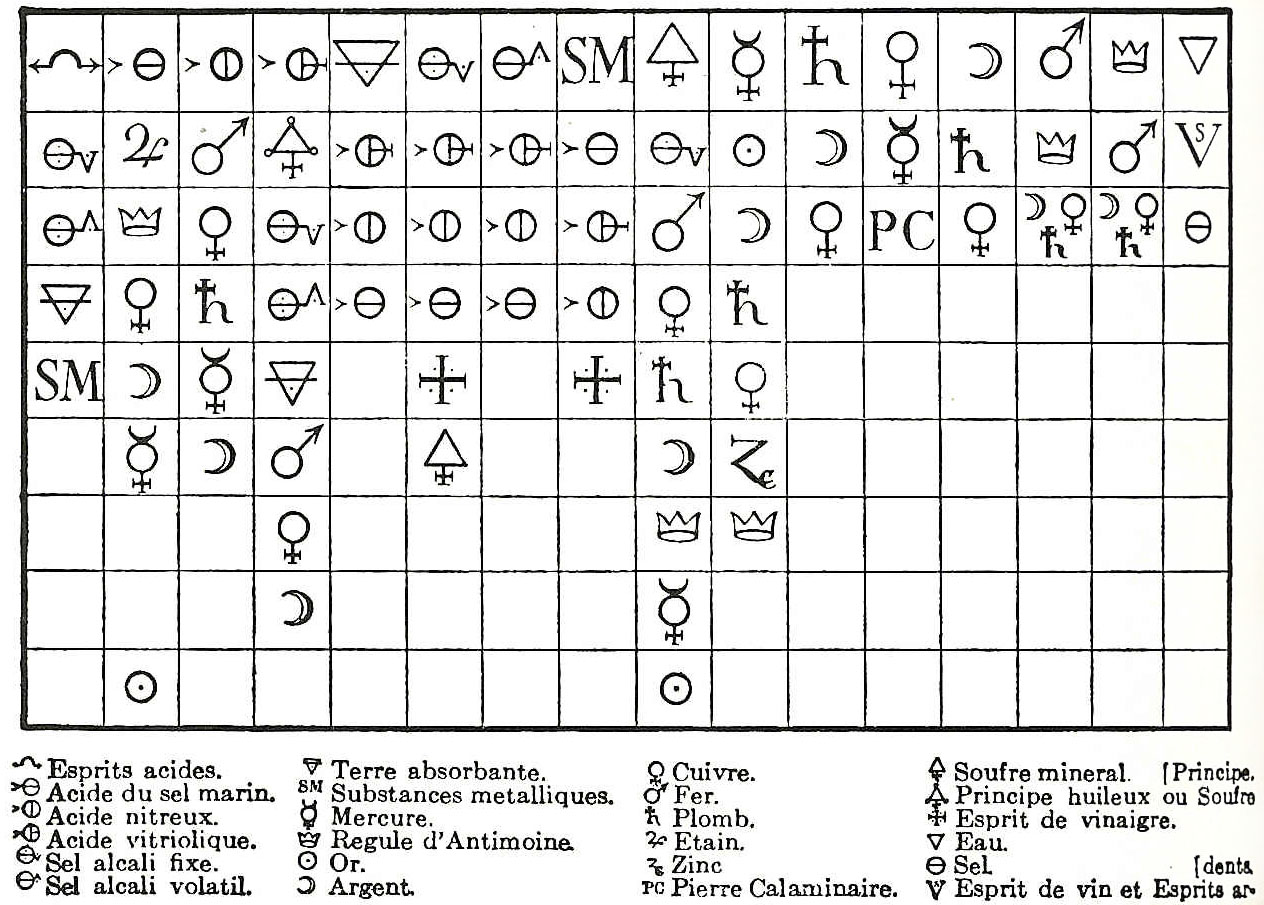
若弗鲁瓦1718年编的亲和性表：最上面一行里的物质可以和它下面的物质反应，这些物质的位置显示它们和最上面一行物质的“亲和性”

18世纪里多名知名化学家发表了不同版本的亲和性表来把最新的化学发现包含在里面。所有这些表格实际上都是把物质纵向罗列的列子。它们表达不同物质对各种化学试剂的亲和性。
最重要的是这些表格是一个中心的图像工具，它们与其它表格一起用来教授化学。一直到19世纪初这些表格被广泛应用，此后它们被克劳德·贝托莱引入的亲和性概念取代。

## 现代概念
在化学物理和物理化学里化学亲和性指的是不同化学物质家族由于其电子特性而能够组成化合物的特征。它也可以指一种原子或化合物与其它不同的原子或化合物产生化学反应的趋势。
伊利亚·普里高津这样总结亲和性：“所有化学反应都使得系统达到化学平衡，在这个状态下反应的亲和性消失。”

## 热动力学
目前國際純化學和應用化學聯合會定义亲和性A为在恒定压强和温度下吉布斯能G对反應進度ξ的负偏导数：
{\displaystyle A=-\left({\frac {\partial G}{\partial \xi }}\right)_{P,T}.}
自發反应的亲和性是正的。
1923年比利时数学家和物理学家泰奥菲尔·德·敦德尔引导出一个化学反应里吉布斯能和亲和性之间的关系。通过一些列推导敦德尔证明化学质家族可能进行的化学反应有以下的特性：
{\displaystyle A=-\Delta _{r}G.\,}
伊利亚·普里高津于1954年在《化学热动力学》里定义化学亲和性是化学计量数或反應進度ξ无穷大增大时未补偿的反应热Q的变化速度：
{\displaystyle A={\frac {{\mathrm {d} }Q'}{{\mathrm {d} }\xi }}.\,}
这个定义可以帮助确定平衡系统和不平衡系统里系统变化速度的影响数据。